# Arkle
Der Arkle ist ein 787 Meter hoher Berg in Sutherland in den schottischen Northwest Highlands.

## Etymologie
Der Ursprung des Namens Arkle ist nicht eindeutig. Eine Spur führt zum Norwegischen ark-fjell mit der Bedeutung „flacher, schichtiger Berg (wie ein Paperbogen), ebene Erhebung, flacher Hügel“. Im Schottisch-Gälischen wird der Berg als airceil bezeichnet. Im Schottisch-Gälischen bedeutet airceil oder auch airceall „Versteck, Unterschlupf, Rückzugsort“.

## Geographie
Der Arkle ist nach dem Foinaven und dem Cranstackie der dritthöchste Berg im Rhiconich-Terran Nordwestschottlands. Er befindet sich 3 Kilometer nördlich vom Loch Stack.
Nächstgelegene Ortschaften/Ansiedlungen sind Lochstack Lodge, Achfary, Laxford Bridge und Rhiconich. Die 4,3 Kilometer südwestlich gelegene  Lochstack Lodge liegt am Nordwestende des Loch Stacks, an dessen Südwestufer die A838 road von Laxford Bridge nach Kinloch und weiter nach Dalchork und Lairg vorbeiführt. Laxford Bridge befindet sich 6,3 Kilometer weiter westlich und Rhiconich liegt 7,7 Kilometer im Nordwesten. Nach Achfary im Süden sind es 6,6 Kilometer.
Der 787 Meter hohe, mit einem Cairn markierte Gipfel des Arkles befindet sich im Norden des Bergstocks. Über einen relativ schmalen, teils plattigen und etwas ausgesetzten, geschwungenen Grat geht es nach Südosten hinüber zum 758 Meter hohen Südostgipfel. Der Gipfelgrat spaltet sich hier in einen Südost- und in einen Südgrat, wobei der Südostgrat zum vorgelagerten Meall Aonghais (581 Meter) hinunterführt.
Umgebende Berge sind der Foinaven (911 Meter) 4,7 Kilometer im Nordnordosten, der Meall Horn (777 Meter) 5,3 Kilometer im Ostsüdosten, der Sabhal Beag (730 Meter) 7,8 Kilometer im Südosten, der Meallan Liath Coire Mhic Dhughaill (801 Meter) 8,6 Kilometer im Südsüdosten und der Ben Stack (721 Meter) 5,3 Kilometer im Südwesten.

## Zugang

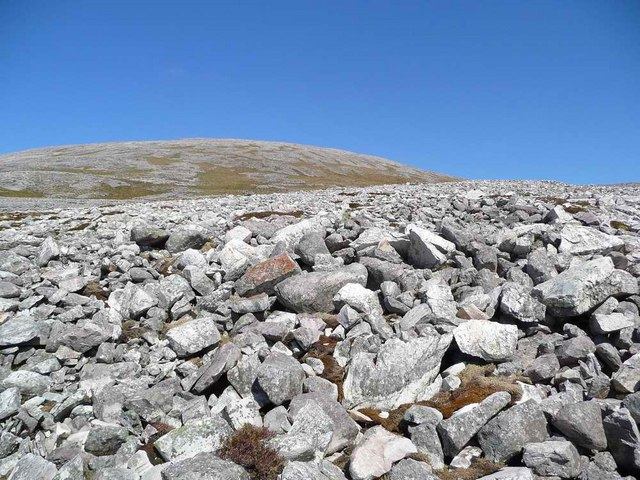
Nur wenig südlich unterhalb des Vorgipfels

Der Zugang zum Arkle erfolgt normalerweise von Achfary im Süden, bzw. vom Loch Stack und der A838. Ein Schotterweg folgt der Schlucht des Allt Horns nach Nordosten. Am Südhang unterhalb vom Meall Aonghais geht es dann mehr oder weniger steil nach links weglos hinauf. Vom Meall Aonghais leitet anschließend der Südostgrat hinauf zum Vorgipfel. Von hier wird dann über eine nicht allzu schwierige Gratwanderung mit nur wenigen Kletterstellen der Hauptgipfel erreicht. Dieser bietet bei schönem Wetter einen herrlichen Rundumblick – hinüber zum benachbarten Foinaven im Nordnordosten, zum Ben Hope im Osten, zu den Bergen Assynts (wie Quinag, Canisp und Ben More Assynt) im Süden und zur Atlantikküste im Westen. Der Rückweg folgt meist derselben Route.

## Hydrographie
Neben dem Loch Stack im Süden wird der Bergstock des Arkles von weiteren kleineren Seen umringt. Beispielsweise vom Loch Nam Blar-Loch im Norden, vom Loch an Easain Uaine im Nordosten, vom Lochan na Faoileige im Osten, vom Loch an Nighe Leathaid im Südwesten oder vom Loch a' Garbh-bhaid Mhoir im Nordwesten.
Der Fluss Laxford River bildet den Ausfluss des Loch Stacks nach Nordwesten in Richtung Loch Laxford, einem Fjord des Atlantiks. Der Bergstock wird von zahlreichen kleineren Bächen entwässert, die meist in den umliegenden Seen enden. Am bedeutendsten hierbei sind der Allt Loch Airigh am Westabhang, der im gleichnamigen Loch Airigh mündet, auf der Südseite der Allt A' Choir Uairadh mit Mündung im Loch Stack und auf der Südostflanke der Allt Na Dige Moire, der über den Allt Horn und den Abhainn an Loin ebenfalls im Loch Stack endet.

## Geologie

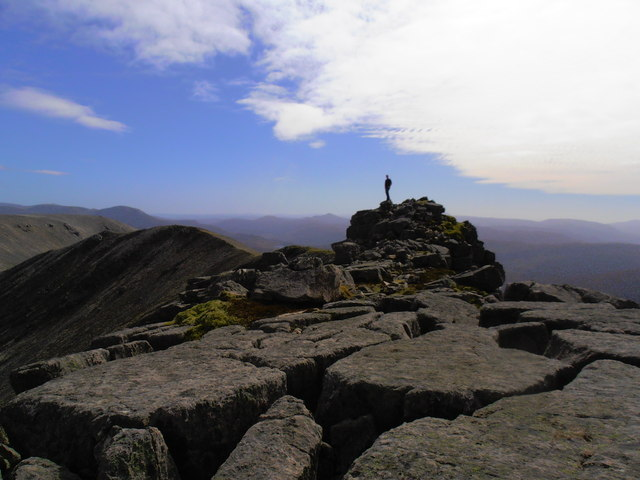
Gipfelgrat am Arkle, dahinter der Südostgipfel

Der geologische Aufbau des Arkles ähnelt sehr stark dem des Foinavens. Auch hier gerät der Süd- und der Ostteil des Berges unter den Einfluss der Moine Thrust Zone mit ihren Duplexen. Der Gipfel selber kommt noch auf das Basal Quartzite Member der Eriboll-Formation zu liegen, das hier seinerseits über die Gneise des Lewisians transgredierte. Das Lewisian steht direkt am Nordabhang unterhalb vom Gipfel an. Die Foliation der Gneise streicht von Westnordwest bis Nordwest. Ihr Einfallswinkel variiert hierbei zwischen 42 und 80° in südwestlicher Richtung. Die Gneise werden nordwestlich des Loch an Easain Uaine von einer Schar von Granitgängen/linsen durchsetzt. Diese streichen Nordwest und sind somit mehr oder weniger parallel zur Foliation angeordnet. Es handelt sich hierbei um den Rubha-Ruadh-Granit, der entlang der Südwestflanke des Arkles ein größeres Vorkommen bildet. 
Das Basal Quarzite Member fällt am Gipfel mit 19° nach Südsüdost ein, macht aber am Loch an Easain Uaine einen bedeutenden Schwenk in die Nordrichtung und zu steilerem Osteinfallen von 30°. Das folgende Pipe Rock Member stellt an seiner Basis bereits die Sole thrust, die nur wenig südlich des Gipfels durchzieht – die Basisüberschiebung der Moine Thrust Zone. Auf ihr sind im Huckepack an die 10 bis insgesamt 19 Schubpakete in Richtung Westnordwest aufgeglitten. Ihre Streichrichtung ist sehr variabel, wobei ein Umbiegen erfolgt – von der Nordrichtung in die Nordost- bis zur Ostnordostrichtung. Die tatsächlichen Streich- und Einfallswerte des Pipe Rock Members folgen in etwa dieser Geometrie.
Etwa 3 Kilometer östlich des Gipfels wird dann am Creagan Meall Horn (731 Meter) die eigentliche Moine Thrust mit Gesteinen der Moine Supergroup  vorgefunden. Kurz zuvor verkomplizieren sich die Schubspäne, denn es wird erstmals auch die An-t-Sròn-Formation mit dem Fucoid Beds Member und dem Salterella Grit Member in die Kinematik mit einbezogen. Der letzte Schubspan vor der Moine Thrust enthält dann erneut Lewisian, das in Form eines mylonitisierten Orthogneises auftritt und gleichzeitig auch Fetzen von Lewisian enthält. 
Strecklineare innerhalb der Moine Supergroup unterstreichen die westnordwestliche bis nordwestliche Transportrichtung der tektonischen Decke unter einem Einfallen von 5 bis 20° nach Ostsüdost und Südost.

## Kaltzeit

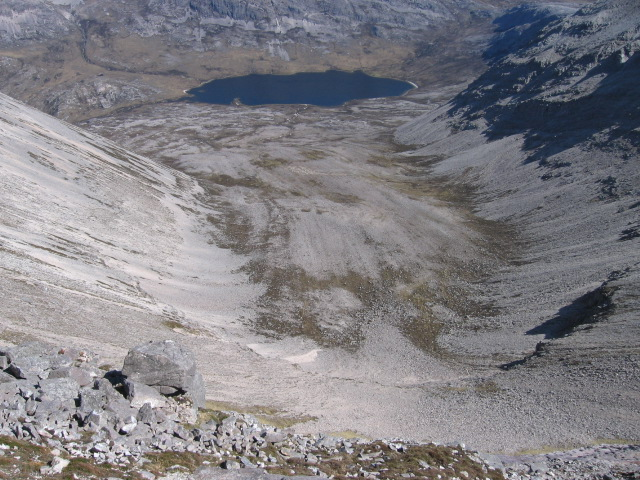
Das Kar Am Bathaich auf der Ostseite des Arkles. Darunter der See Loch an Easain Uaine.

Der inselbergartige Arkle besaß während der Jüngeren Dryas vor 12.900 bis 11.700 Jahren Kargletscher in seinen beiden östlichen Corries. Diese reichten bis über 500 Meter Höhe hinauf und vereinigten sich dann auf 400 Meter Höhe oberhalb vom Loch an Easain Uaine, an dem sie auf etwa 250 Meter endeten. Insbesondere im Kar Am Bathaich sind noch sehr schön die Vereisungsspuren des Kargletschers zu erkennen, weniger deutlich im benachbarten An Garbh-choire.
Mittlerweile wird angenommen, dass der Arkle als Nunatak aus dem schottischen Eisschild aufragte. Vereisungsspuren (unter anderem Gletscherschliffe) lassen sich bis in zirka 550 Meter Höhe beobachten. Das aus dem Eis herausragende Terran des Nunataks wird durch Blockschutt angezeigt, welcher bis in eine Tiefe von 1,5 Meter intensiv verwittert ist. Dieser Blockschutt erscheint am Plateaurand auf 730 Meter. Zwischen den beiden Terrans besteht also eine diffuse Übergangszone. Die Verwitterungsgrenze (engl. weathering limit) des Eisschildes erreichte somit eine Mindesthöhe von 550 bis 600 Meter, möglicherweise auch bis 720 Meter. Die obersten 60 Meter waren demzufolge eisfrei. Die Verwitterungsgrenze wird auch als periglaziale Trimmlinie (engl. periglacial trimline) bezeichnet – die Obergrenze, an der das Gletschereis anstehendes, vom Frost verwittertes Gestein oder Schutt an einem Berghang erodierte bzw. trimmte.
Die generelle Eisbewegung am Arkle lag zwischen N 285 und N 300, nach Westnordwesten, hinaus in Richtung Atlantik zum Minch-Paläoeisstrom (engl. Minch palaeo-ice-stream). Auf der Ostseite des Arkles erfolgt jedoch eine Drehung der Gletscherschrammen nach N 340 bzw. Nordnordwest. Noch stärkere Abweichungen werden im Tal zwischen Arkle und Foinaven angetroffen, die Fließrichtung des Eises war hier sogar N 060.

## Ökologie

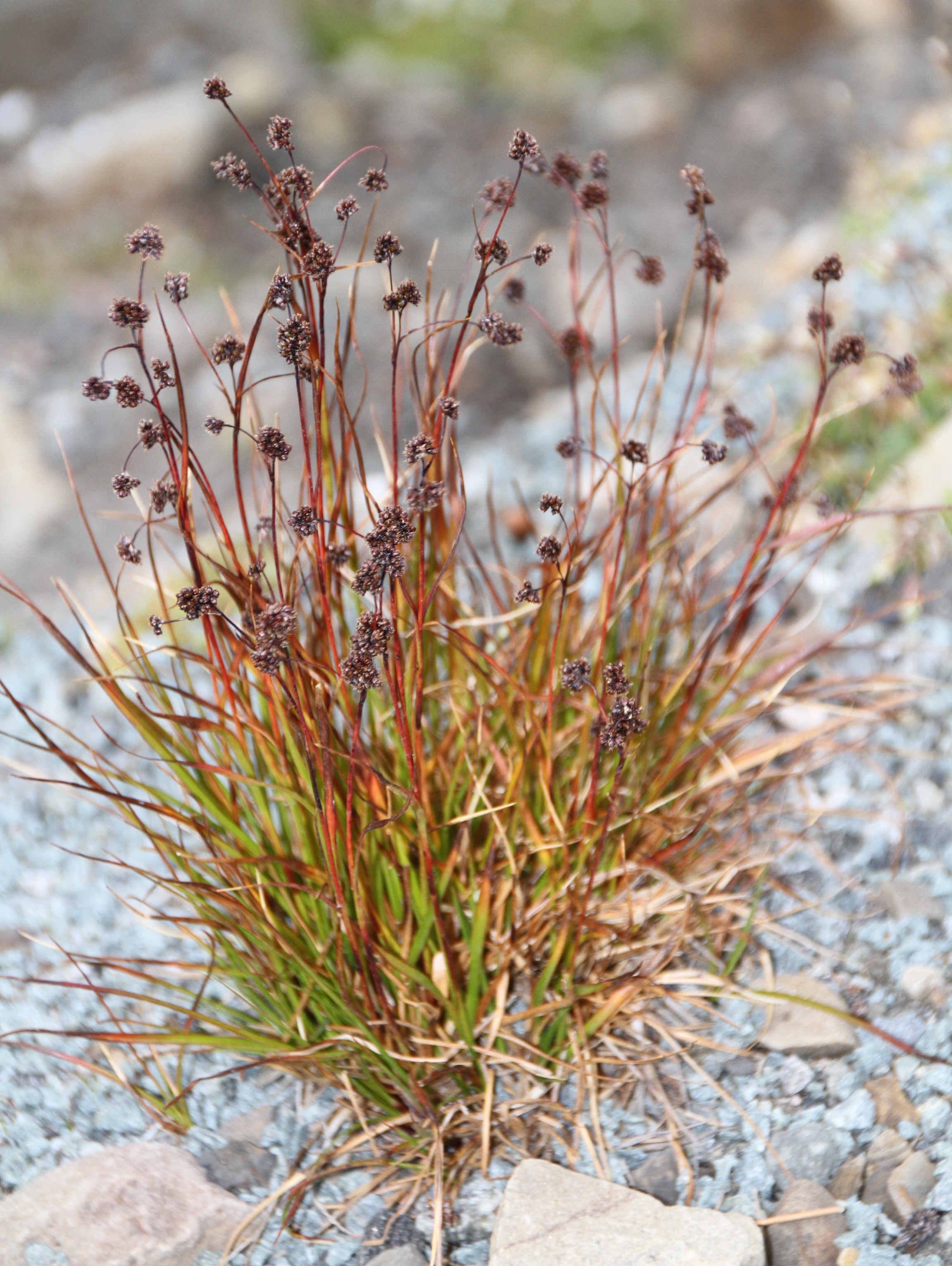
Luzula arcuata

Der Arkle ist zusammen mit dem Foinaven, dem Cranstackie und dem Meall Horn in einen Site of Special Scientific Interest (SSSI) integriert – den Foinaven Site of Special Scientific Interest. Dieser 14,95 Quadratkilometer große SSSI ist vor allem von biologischem als auch geologischem Interesse. Er zeichnet sich durch zahlreiche, teils recht unterschiedliche Habitate aus. 
Hierunter fallen saure Schuttstandorte mit der Hainsimse Luzula arcuata, subalpine und alpine Heiden, Trockenheiden, Nassheiden mit Glocken-Heide (Erica tetralix), kreuzblättrige Heiden, saure Moorseen und -tümpel, Sümpfe, klare Seen/Lochs von armem bis mäßigem Nahrungsangebot für Wasserpflanzen, Vertiefungen in Moorsubstraten, saure Berggraslandschaften, Spaltenpflanzen in sauren als auch basischen Gesteinen, artenreiche Graslandschaften mit Grasmatten in höheren Lagen und hochwüchsige Pflanzenbestände. Altschneereste begünstigen  die Rasen-Schmiele (Deschampsia cespitosa), Harzer Labkraut (Galium saxatile) und Rhytidiadelphus loreus.
An Baumarten erscheinen neben Birken (in Hochlagen) Schwarz-Erle (Alnus glutinosa), Gemeine Hasel (Corylus avellana) und Vogelbeere (Sorbus aucuparia).
Unter der Fauna erwähnenswert sind mehrere bedeutende Brutvögel wie Steinadler (Aquila chrysaetos), Alpenstrandläufer (Calidris alpina shinzii), Mornellregenpfeifer (Charadrius morinellus), Kolkrabe (Corvus corax), Wanderfalke (Falco peregrinus), Alpenschneehuhn (Lagopus muta), Schneeammer (Plectrophenax nivalis), Goldregenpfeifer (Pluvialis apricaria) und Ringdrossel (Turdus torquatus) sowie Fischotter (Lutra lutra) und Flussperlmuschel (Margaritifera margaritifera).
Von besonderem geologischen Interesse sind natürlich die Duplexe am Südostende des Arkles.

## Photogalerie

Ordnance Survey Karte
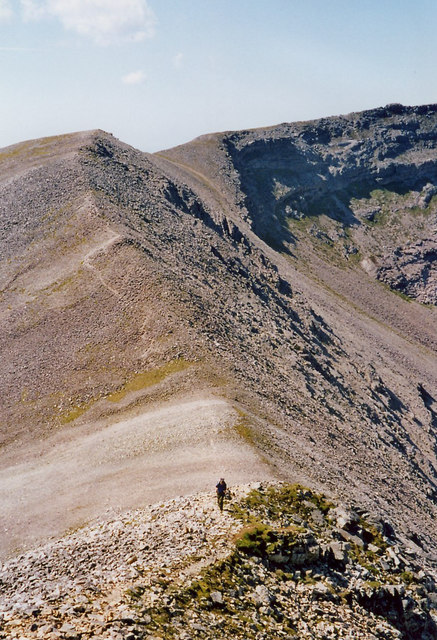
Der Grat hinauf zum Gipfel
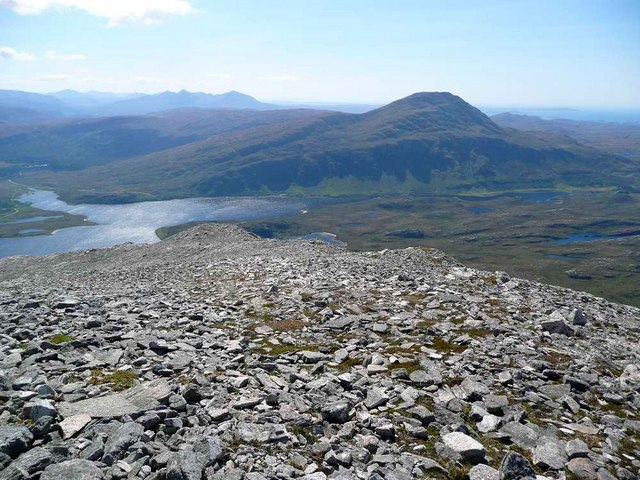
Südgrat mit Loch Stack und Ben Stack
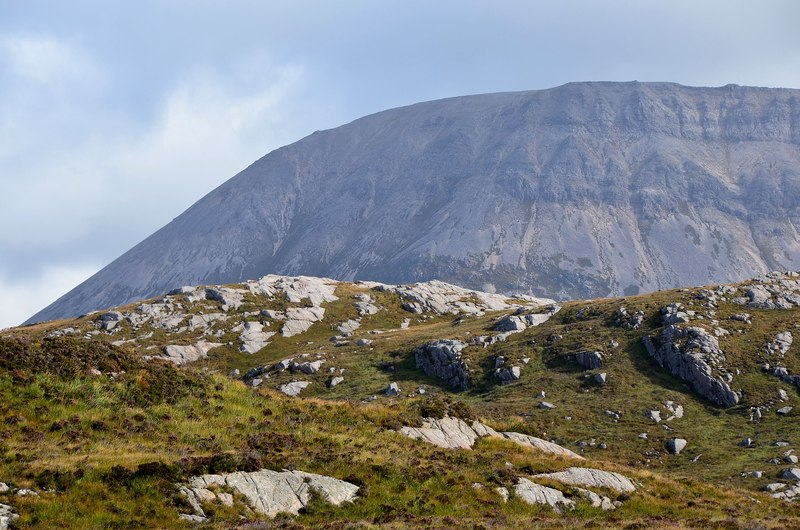
Steiles Nordende gesehen vom River Laxford, im Vordergrund Gneise des Lewisians
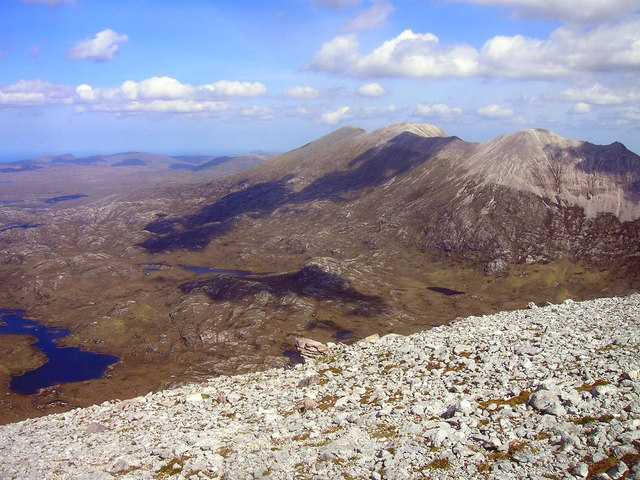
Blick vom Gipfel nach Nordnordost zum Foinaven
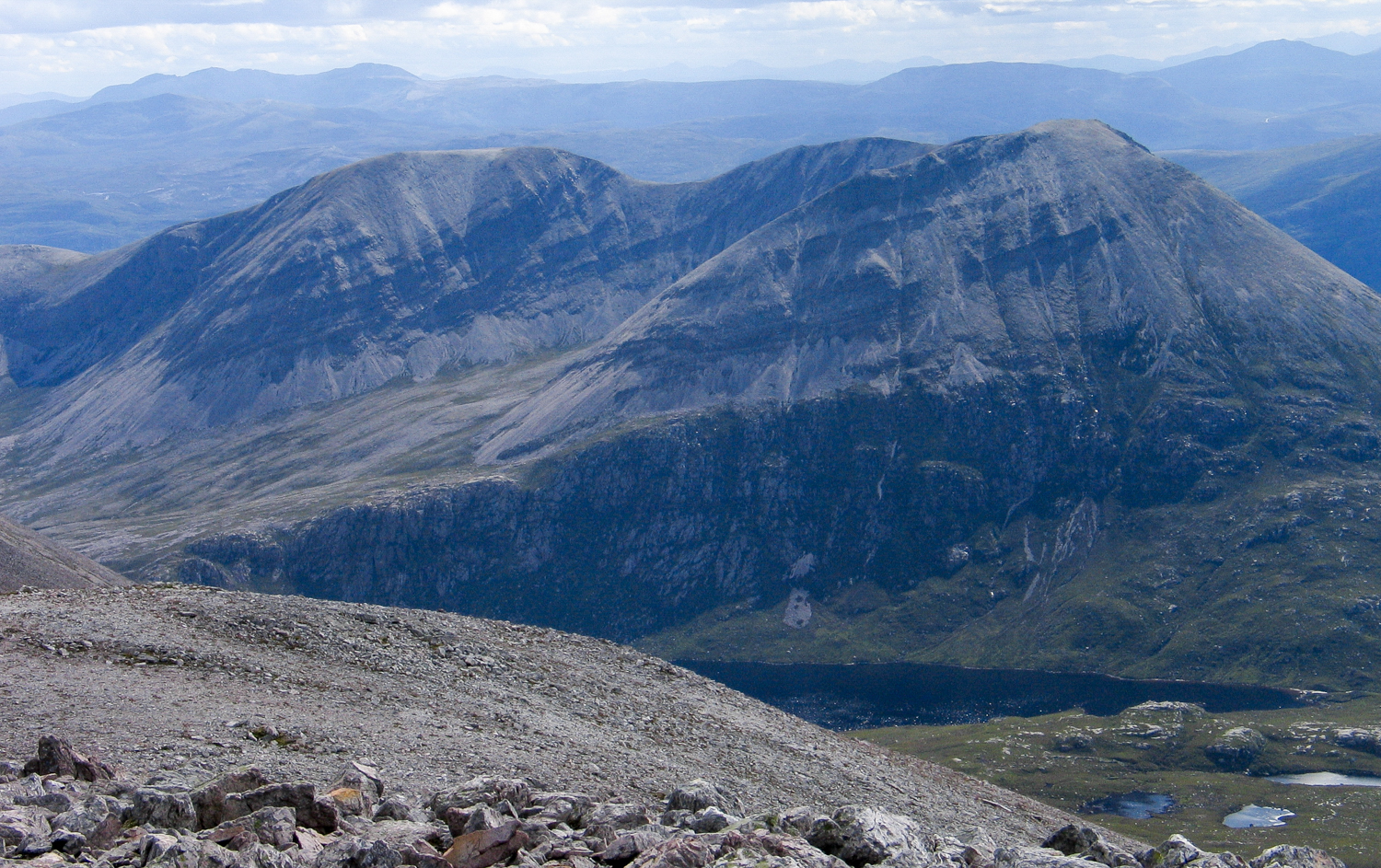
Blick vom Foinaven nach Südsüdwesten zum Arkle
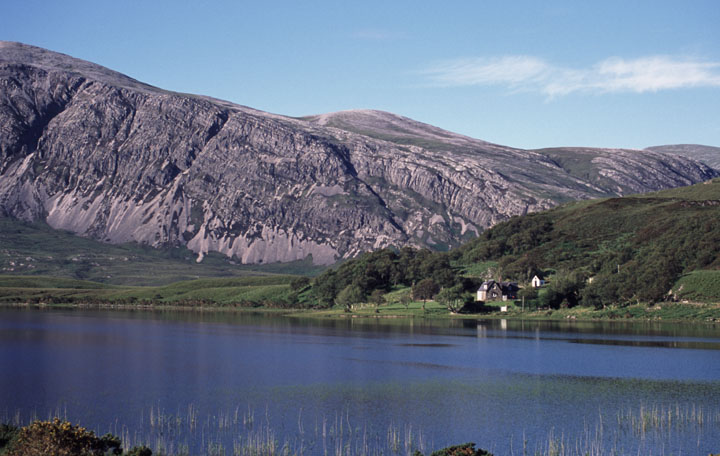
Loch Stack und dahinter das südliche Ende des Arkles. Sehr gut zu erkennen sind die flachen Duplexe links oberhalb des Allt Horns.
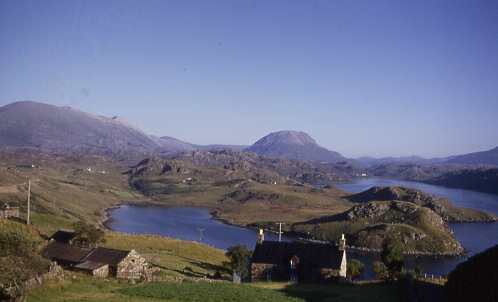
Arkle (Mitte) und Foinaven (links) gesehen vom Loch Inchard
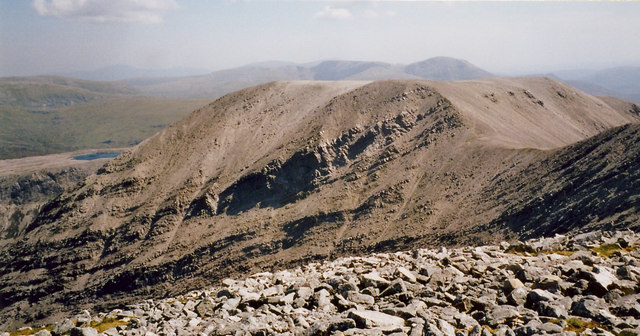
Südostgipfel mit Südost- und Südgrat